# Lyn Fotball
Lyn Fotball – norweski klub piłkarski ze stolicy kraju Oslo, założony w 1896 roku. Nazwa „Lyn” oznacza „błyskawica”. Klub posiada również silną sekcję narciarską. Lyn awansował do Tippeligaen w 2000 roku, po wygraniu Adeccoligaen (2. liga). W najwyższej klasie rozgrywkowej 4 razy z rzędu zajmował 3. miejsce (od 2001 do 2005) i kwalifikował się do rozgrywek Pucharu UEFA.

## Sukcesy
- Eliteserien
  - mistrzostwo (2): 1964, 1968
  - wicemistrzostwo (4): 1937/1938, 1963, 1965, 1971,
- Puchar Norwegii
  - zwycięstwo (8): 1908, 1909, 1910, 1911, 1945, 1946, 1967, 1968
  - finał (6): 1923, 1928, 1966, 1970, 1994, 2004
- Mistrzostwa Oslo
  - mistrzostwo (8):1915, 1917, 1922, 1926, 1930, 1935, 1936, 1937
  - wicemistrzostwo (2): 1909, 1919

## Europejskie puchary
Legenda do wszystkich tabel:
- Q – runda eliminacyjna, 1/16, 1/8, 1/4, 1/2 – odpowiednia faza rozgrywek, Grupa – runda grupowa, 1r gr – pierwsza runda grupowa, 2r gr – druga runda grupowa, F – finał, R – runda, PO – play-off
- k. – rzuty karne, los. – losowanie, Dogr. – dogrywka, w. – zasada bramek strzelonych na wyjeździe

| Sezon   | Rozgrywki                 | Runda | Klub              | Dom | Wyjazd | Ogólnie |
| ------- | ------------------------- | ----- | ----------------- | --- | ------ | ------- |
| 1963/64 | Puchar Europy             | Q     | Borussia Dortmund | 2–4 | 1–3    | 3–7     |
| 1964/65 | Puchar Europy             | Q     | Lahden Reipas     | 3–0 | 1–2    | 4–2     |
| 1964/65 | Puchar Europy             | 1R    | AFC DWS           | 1–3 | 0–5    | 1–8     |
| 1965/66 | Puchar Europy             | Q     | Derry City        | 5–3 | 1–5    | 6–8     |
| 1967/68 | Puchar Miast Targowych    | 1R    | Bologna FC        | 0–0 | 0–2    | 0–2     |
| 1968/69 | Puchar Zdobywców Pucharów | 1R    | Altay SK          | 4–1 | 1–3    | 5–4     |
| 1968/69 | Puchar Zdobywców Pucharów | 1/8   | IFK Norrköping    | 2–0 | 2–3    | 4–3     |
| 1968/69 | Puchar Zdobywców Pucharów | 1/4   | FC Barcelona      | 2–2 | 2–3    | 4–5     |
| 1969/70 | Puchar Europy             | 1R    | Leeds United      | 0–6 | 0–10   | 0–16    |
| 1971/72 | Puchar Zdobywców Pucharów | 1R    | Sporting CP       | 0–3 | 0–4    | 0–7     |
| 1972/73 | Puchar UEFA               | 2R    | Tottenham Hotspur | 3–6 | 0–6    | 3–12    |
| 2003/04 | Puchar UEFA               | Q     | NSÍ Runavík       | 6–0 | 3–1    | 9–1     |
| 2003/04 | Puchar UEFA               | 1R    | PAOK FC           | 0–3 | 1–0    | 1–3     |
| 2006/07 | Puchar UEFA               | 1R    | Tallinna FC Flora | 1–1 | 0–0    | 1–1, w. |

## Strony klubowe
- Strona oficjalna klubu
- Bastionen: strona kibiców